# Gerrit Nauber
Gerrit Nauber (Georgsmarienhütte, 13 aprile 1992) è un calciatore tedesco, difensore del Go Ahead Eagles.

## Carriera

### Club
Ha giocato nella seconda divisione tedesca e nella prima divisione olandese.

### Nazionale
Ha giocato nelle nazionali giovanili tedesche Under-15, Under-16, Under-17 ed Under-18.
Nel 2009 ha vinto gli Europei Under-17.

## Palmarès

### Club

#### Competizioni nazionali
- Fußball-Regionalliga: 2

Sportfreunde Lotte: 2012-2013, 2015-2016
- Coppa dei Paesi Bassi: 1

Go Ahead Eagles: 2024-2025